# Rödskivig kanelspindling
Rödskivig kanelspindling (Cortinarius semisanguineus) är en svampart som först beskrevs av Elias Fries, och fick sitt nu gällande namn av Claude-Casimir Gillet 1874. Rödskivig kanelspindling ingår i släktet Cortinarius och familjen spindlingar.  Arten är reproducerande i Sverige. Inga underarter finns listade i Catalogue of Life.

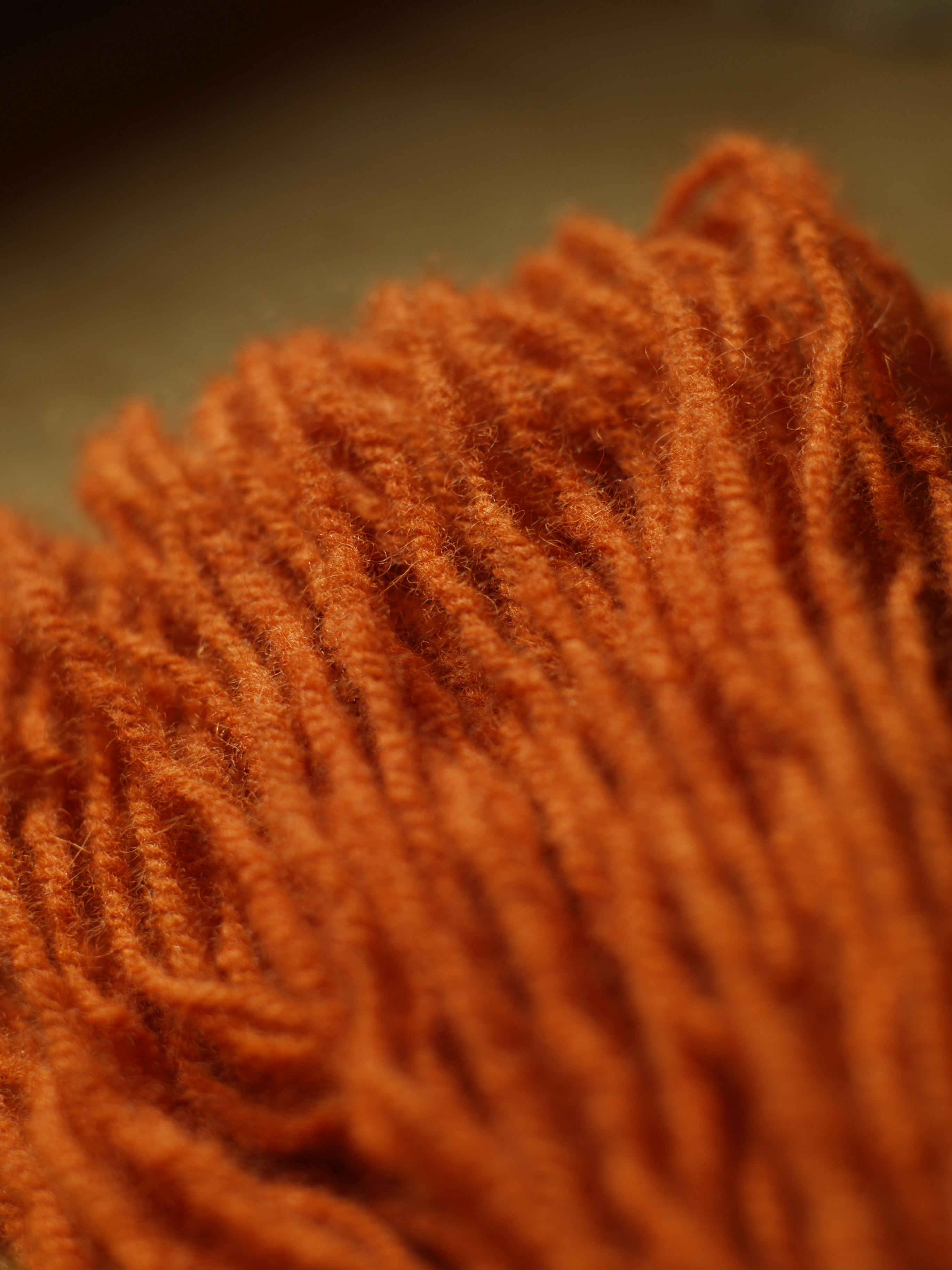
Garn färgat med rödskivig kanelspindling.
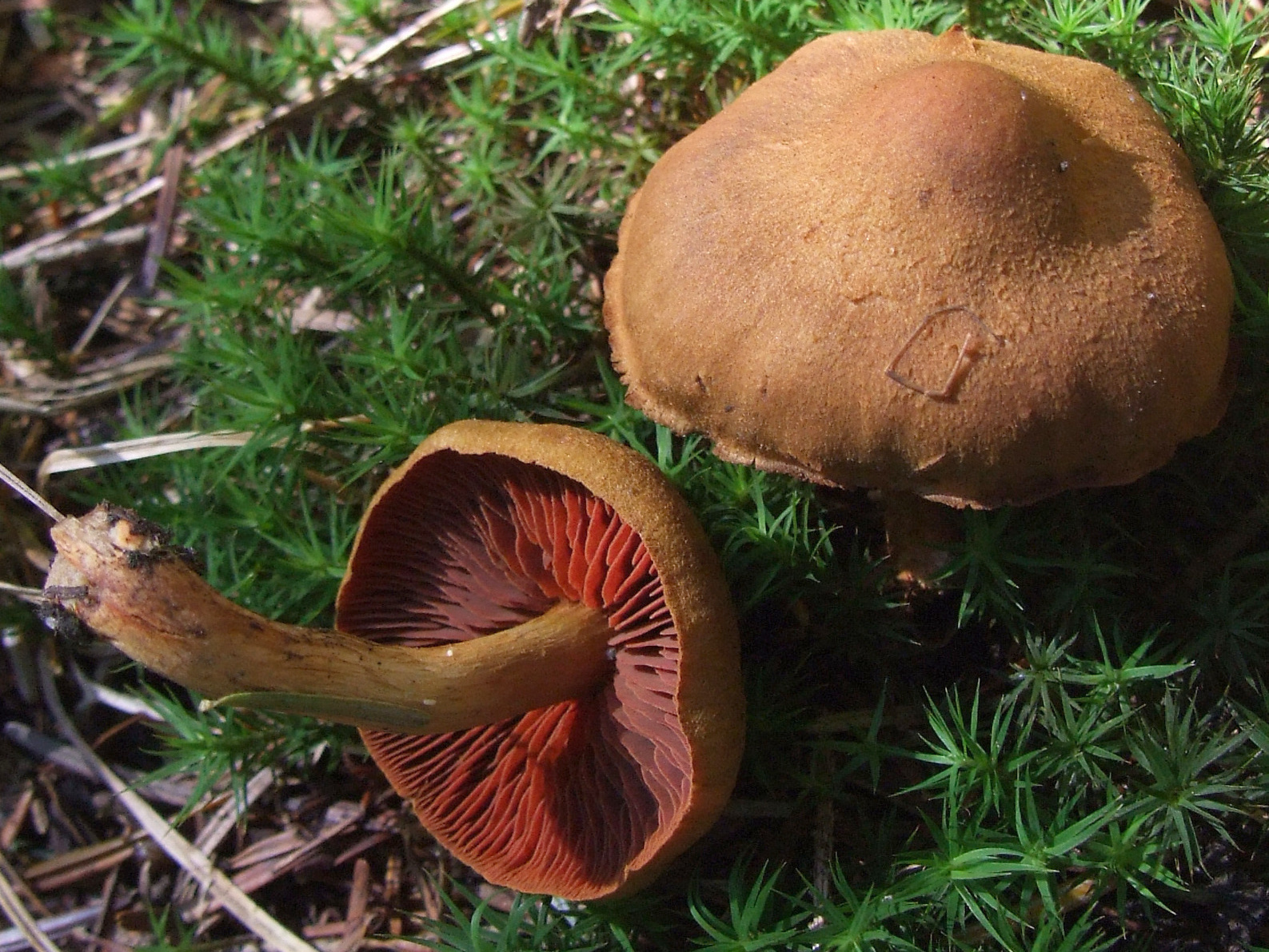
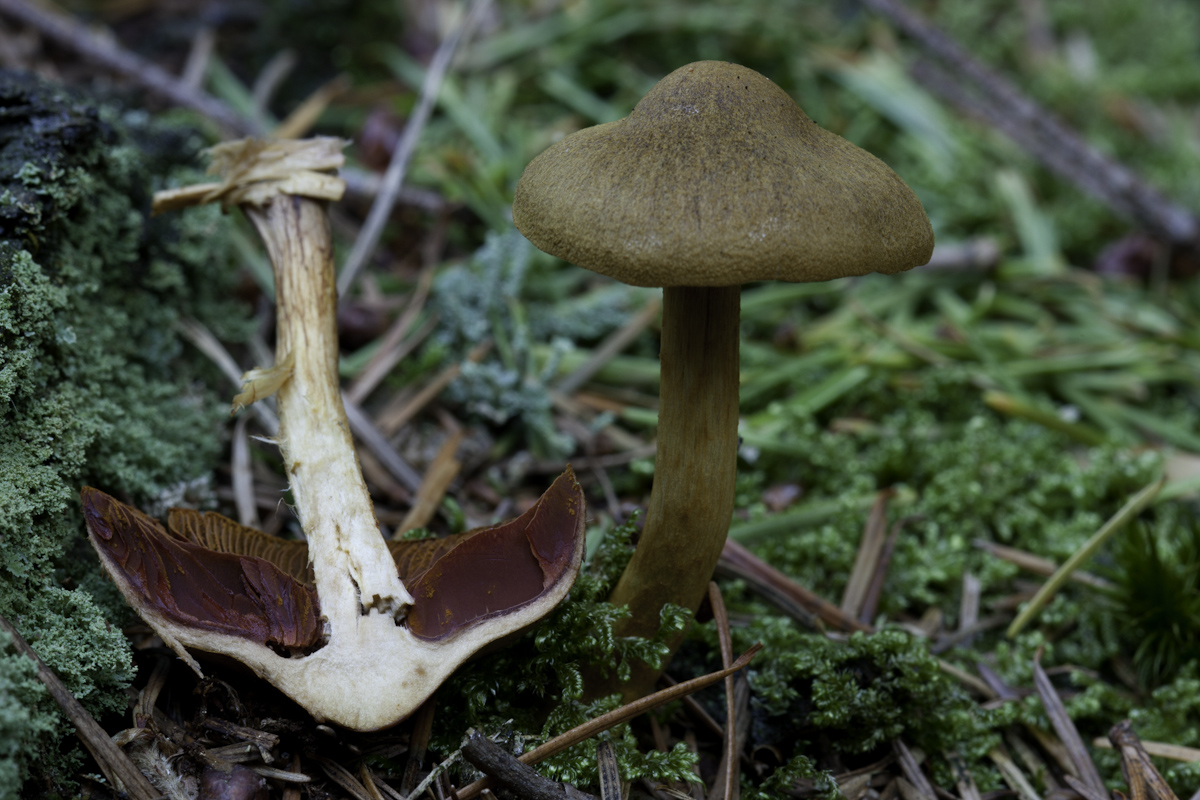
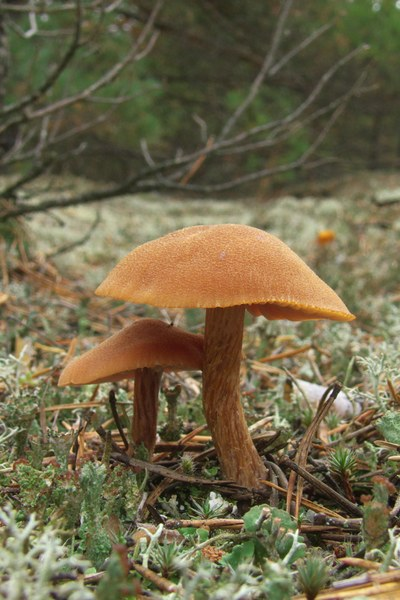
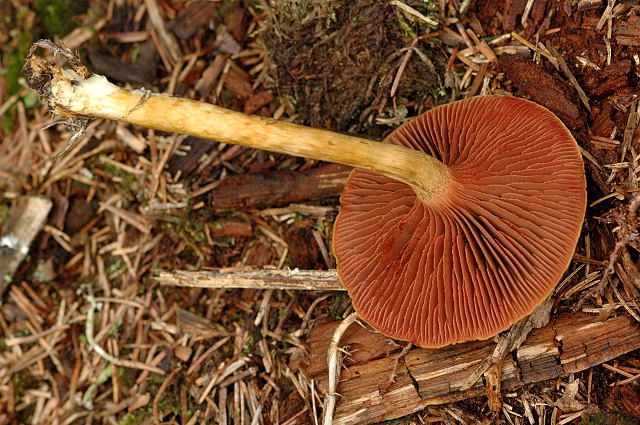
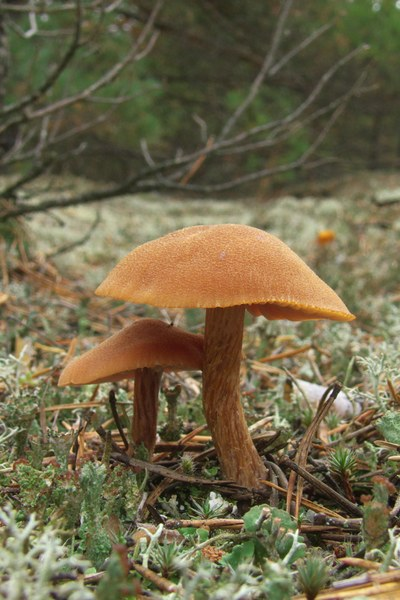